# Junger Tag
Chansons représentant l'Allemagne au Concours Eurovision de la chanson
Nur die Liebe läßt uns leben
(1972) Die Sommermelodie
(1974)
Junger Tag (« Jeune journée » en allemand) est une chanson interprétée par la chanteuse danoise Gitte Hænning sortie en disque 45 tours en 1973.
C'est la chanson représentant l'Allemagne au Concours Eurovision de la chanson 1973.
La chanson a également été enregistrée par Gitte Hænning en danois, sa langue nationale, sous le titre Unge dag, en anglais sous le titre Hello Today (« Bonjour aujourd'hui »), en espagnol sous le titre El nuevo sol (« Le nouveau soleil ») ainsi qu'en français sous le titre Nouveau Jour.

## À l'Eurovision

### Sélection
La chanson Junger Tag, interprétée par Gitte Hænning, est sélectionnée en février 1973 lors de l'émission télévisée Ein Lied für Luxemburg par la Hessischer Rundfunk (HR), pour représenter l'Allemagne au Concours Eurovision de la chanson 1973 le 7 avril à Luxembourg.

### À Luxembourg
La chanson est intégralement interprétée en allemand, langue officielle de l'Allemagne, le choix de la langue étant toutefois libre entre 1973 et 1976. L'orchestre est dirigé par Günther-Eric Thöner.
Junger Tag est la quatrième chanson interprétée lors de la soirée du concours, suivant Tourada de Fernando Tordo (en) pour le Portugal et précédant It's Just a Game des Bendik Singers (en) pour la Norvège.
À l'issue du vote, elle obtient 8 points, se classant 8e — à égalité avec Un train qui part de Marie pour Monaco — sur 17 chansons,.

## Liste des titres
| A. | Junger Tag                | Stephan Lego, Günther-Eric Thöner   | 3:15 |
| B. | Hallo, wie geht es Robert | Walter Maidorn, Hans-Georg Moslener | 2:45 |

## Classements

### Classements hebdomadaires
| Classement (1973)             | Meilleure position |
| ----------------------------- | ------------------ |
| Allemagne (GfK Entertainment) | 19                 |

## Historique de sortie
| Pays                  | Date | Format   | Label                        |
| --------------------- | ---- | -------- | ---------------------------- |
| Allemagne de l'Ouest, | 1973 | 45 tours | Columbia, EMI Electrola      |
| Belgique              | 1973 | 45 tours | Columbia, EMI Electrola      |
| Danemark              | 1973 | 45 tours | Columbia, EMI Electrola      |
| Espagne               | 1973 | 45 tours | EMI, Odeon                   |
| France                | 1973 | 45 tours | Columbia, EMI, Pathé-Marconi |